# Pedro I de Alexandria
Pedro I de Alexandria foi o Arcebispo de Alexandria entre 300 e 311. Ele é venerado como santo pelas Igrejas Copta, Católica, e Ortodoxa.

## Vida
A Igreja Copta acredita que Pedro I foi entregue por seus pais aos cuidados de Teonas para tornar-se um sacerdote, semelhantemente à história de Samuel no Antigo Testamento. Ele ascendeu na hierarquia das ordens sagradas, tornando-se primeiro leitor, depois diácono, e então um sacerdote. Teonas aconselhou os líderes eclesiásticos a escolherem Pedro como o seu sucessor, o que eles fizeram no seu leito de morte. Eusébio declara que Teonas foi o Patriarca durante 21 anos (História Eclesiástica VII.32), mas não há acordo unânime sobre isso.
Durante o tempo em que Pedro foi bispo, o cristianismo sofreu sua Perseguição de Diocleciano, a mais terrível até então, que começou em 303 e continuou com intermitência durante os próximos dez anos.
Os relatos sobre a posição de Pedro durante a perseguição variam, mas parte destes afirma que ele esteve preso durante um tempo com o bispo Melécio de Licópolis e eles teriam discutido a respeito do tratamento aos cristãos que tinham oferecido sacrifício pagão ou entregue as Escrituras Sagradas às autoridades para poupar suas vidas durante a perseguição. Pedro insistiu pela indulgência, enquanto Melécio sustentou firmemente que os caídos haviam abandonado a sua fé e precisavam ser rebatizados. O debate tornou-se áspero e só teria terminado quando Pedro pendurou uma cortina entre eles na cela.
Para resolver a disputa, Pedro convocou o Concílio de Alexandria (306) e depôs Melécio.
Um dos seguidores de Melécio era um sacerdote chamado Ário (estudiosos modernos divergem sobre se este era o mesmo Ário envolvido na controvérsia ariana, alguns anos mais tarde). De acordo com Severus de Ashmumeen, Ário tentou receber absolvição do Patriarca em vão antes que Pedro fosse executado; ao invés disso, antes de morrer, Pedro teria pronunciado uma profecia contra ele.

## Obras
Pedro de Alexandria escreveu várias obras teológicas. Sua produção concentrou-se, especificamente, na crítica aos pensamentos de Orígenes. De suas obras, só conhecemos os títulos, como: Sobre a divindade, Sobre a vinda de nosso Salvador, Sobre a alma ("que combatia a tese platônica, retomada por Orígenes, da preexistência da alma em relação ao corpo") e Sobre a ressurreição ("talvez também esta polêmica em relação a Orígenes, de quem combatia a doutrina relativa à condição espiritual do corpo humano destinado a ressurgir"), dentre outros.

## Martírio
O historiador Severus de Ashmumeen, do décimo século, conta como o Patriarca teria sido preso durante a perseguição de Diocleciano. Quando o imperador foi informado sobre isto, ordenou que Pedro fosse decapitado. Isto foi impedido de imediato por um número grande de cristãos que se reuniram junto à prisão desejando morrer pelo seu Patriarca. Os soldados retardaram a execução, temendo um massacre da multidão ou criar uma revolta.
Pedro, temendo pela vida do seu povo, teria sugerido aos soldados um plano para tirá-lo da prisão através de um buraco na parede apontado por ele. Desta forma, ele poderia ser tirado para fora receber sua sentença.
Severus de Ashmumeen descreve o momento do martírio do Patriarca:
E ele vestiu o seu omofório e descobriu seu pescoço, que era puro diante de Deus, e disse a eles: "Façam como foi ordenado a vocês". Mas os soldados temeram que problemas surgissem por causa dele. Assim olharam um para outro, e nenhum deles ousou cortar a cabeça dele, por causa do medo no qual eles tinham caído. Então deliberaram e disseram: "Quem cortar sua cabeça receberá de nós cinco denários." Eles eram seis, e um deles tinha um pouco de dinheiro. Assim ele tirou cinco e vinte denários e disse: "O que subir até ele e cortar sua cabeça, receberá este dinheiro de mim e dos outros quatro." Assim um dos homens foi adiante, criou coragem e cortou a cabeça do santo mártir e patriarca Pedro; sendo aquele dia o 29º de Hatur.
Hatur é um mês do calendário copta, que corresponde aproximadamente a novembro. O martírio de São Pedro aconteceu no ano 311.

## Data de comemoração
Tradicionalmente, no Cristianismo, o dia da morte de um santo torna-se o dia em ele é comemorado. A data de 29 Hatur corresponde a 25 de novembro no calendário ocidental. Para as Igrejas que seguem o calendário juliano tradicional, 25 de novembro atualmente cai no dia 8 de dezembro do calendário gregoriano moderno.